# Vickers Hydravion
El Vickers Hydravion (No.14) fue un hidrocanoa británico construido por Vickers a principios de la década de 1910.

## Diseño y desarrollo
El Hydravion era un gran hidroavión de configuración biplana, que se basaba en la filosofía de diseño de Henri Farman al utilizar un motor propulsor y una cola soportada por botalones estabilizadores. Sólo se construyó un ejemplar del hidroavión, y se estrelló en Dartford durante las primeras pruebas.
Una versión posterior del Hydravion, el Vickers No. 14B, habría llevado dos motores Gnome 9 Delta de 75 kW (100 hp) en configuración tándem embutidos en el fuselaje, moviendo hélices tractoras, así como un cañón semiautomático de 37 mm montado en el morro.

## Especificaciones
Referencia datos: British Aircraft 1809-1914

### Características generales
- Tripulación: Uno (piloto)
- Capacidad: 3 pasajeros
- Longitud: 13 m (42,7 ft)
- Envergadura: 22,2 m (72,7 ft)
- Altura: 3,7 m (12,2 ft)
- Superficie alar: 76,1 m² (819,2 ft²)
- Peso cargado: 1089 kg (2400,2 lb)
- Planta motriz: 1× motor rotativo de 9 cilindros refrigerado por aire Gnome 9 Delta.
  - Potencia: 75 kW (103 HP; 102 CV)
- Hélices: Bipala de paso fijo propulsora

### Rendimiento
- Velocidad máxima operativa (Vno): 83 km/h (52 MPH; 45 kt)
- Velocidad de entrada en pérdida (Vs): 51 km/h (32 MPH; 28 kt)